# Пил (район)
Район Пил (англ. Region of Peel, Peel Region, фр. Région de Peel) — район в Центральном Онтарио, области в канадской провинции Онтарио.
В его состав входят три населённых пункта, расположенных к западу и северо-западу от Торонто: Брамптон, Миссиссога и Каледон. Администрация района находится в Брамптоне. Регион входит в переписную агломерацию Большой Торонто и находится во внутренней части Голден-Хорсшу. Численность населения по данным переписи 2006 года составляет 1 159 405 человек, что делает район Пил вторым по величине муниципальным образованием Онтарио после Торонто. Обладая обширной транспортной сетью (семь автомагистралей и международный аэропорт Пирсон, расположенный в Миссиссоге), район Пил является динамично развивающимся регионом Канады.
В поле ведения администрации района входят такие услуги и инфраструктурные объекты, как водоснабжение, канализационная система, уборка мусора, региональные дороги, медицинские услуги, Региональная полиция Пил, Региональная служба спасения Пил. Остальные услуги предоставляются местными администрациями городов. Это соотношение зон ответственности меняется время от времени.

## История

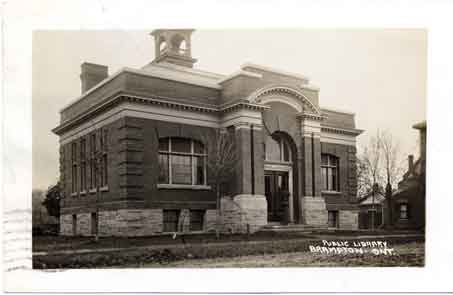
Библиотека Брамптона на открытке 1909 года

### Графство Пил
В 1849 году система административных округов в Верхней Канаде была отменена и область, имевшая название округ Хоум (англ. Home District), стала носить имя объединённого графства Йорк, Пил и Онтарио. После отделения графства Онтарио Пил также подал петицию генерал-лейтенанту об отделении от Йорка в 1855 году. Хотя отделение официально произошло в 1857 году, споры об этом не прекращались до 1865 года. Первое заседание администрации графства Пил состоялось в январе 1867 года.

### Современность
Район Пил был образован правительством Онтарио под руководством Билла Девиса в 1974 году из графства Пил и наделён полномочиями по оказанию услуг быстро развивающейся южной части графства (современные Миссиссога и Брамптон).
Распределение мест в администрации района Пил не соответствует численности населения и является предметом споров в регионе. Миссиссога, в которой проживает 62 % жителей региона имела до 2006 года 10 мест в администрации из 21 (48 %), ещё 6 мест у Брамптона и 5 у Каледона. По акту о регионе Пил, принятому в июне 2005 года, добавлено одно место для Брамптона и два для Миссиссоги.
Несмотря на это, мэр Миссиссоги Хейзел Маккаллион считает, что администрация района является лишним уровнем управления для города. Подана петиция о выделении Миссиссоги в отдельный одноуровневый муниципалитет. Оппоненты позиции считают, что Миссиссога являлась основным получателем выгоды от инфраструктурных проектов района в 1970—1990-х годах. При этом и те, и другие согласны с тем, что общая инфраструктура района является более выгодной.

### Этимология
Существует две версии образования названия региона. По одной из версий графство, а затем и район, были названы в честь сэра Роберта Пиля, премьер-министра Великобритании в XIX веке. По другой версии название происходит от имен Джона Пила, фольклорного героя графства Камберленд, откуда приехало большинство первых поселенцев в графстве и где расположен оригинальный Брамптон.

## Административное деление

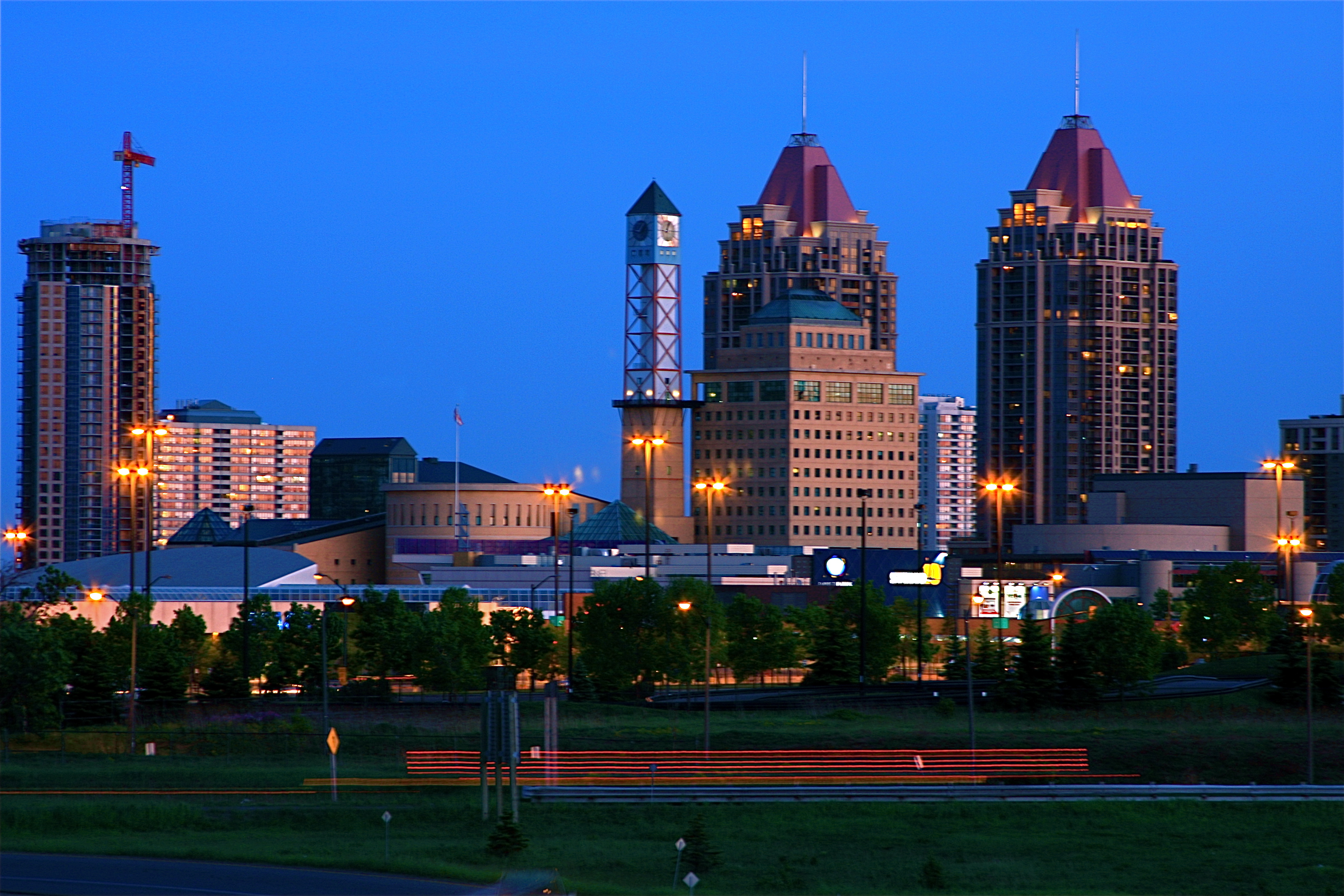
Миссиссога

Миссиссога является самым большим по численности населения городом района и шестым в Канаде. В ней проживает 668 549 жителей. Это самый южный населённый пункт района, расположенный между озером Онтарио и платной автомагистралью 407. В центре расположен Брамптон, который с 433 806 жителями занимает одиннадцатое место среди городов Канады. Наконец, на большой территории на севере находится город Каледон с числом жителей 57 050.

## Население
В районе проживает 9,53 % населения провинции.
| Название   | 2006      | 2001    | % прироста | Площадь, км2 | Плотность населения, чел./км2 | Место в Канаде | Место в Онтарио |
| Район Пил  | 1 159 405 | 988 958 | 17,2       | 1.242,40     | 933,2                         | 5              | 2               |
| ---------- | --------- | ------- | ---------- | ------------ | ----------------------------- | -------------- | --------------- |
| Брамптон   | 433 806   | 325 428 | 33,3       | 266,71       | 1626,5                        | 11             | 5               |
| Каледон    | 57 050    | 50 605  | 12,7       | 687,17       | 83                            | 83             | 36              |
| Миссиссога | 668 549   | 612 925 | 9,1        | 288,53       | 2317,1                        | 6              | 3               |

## Экономика

### Транспорт

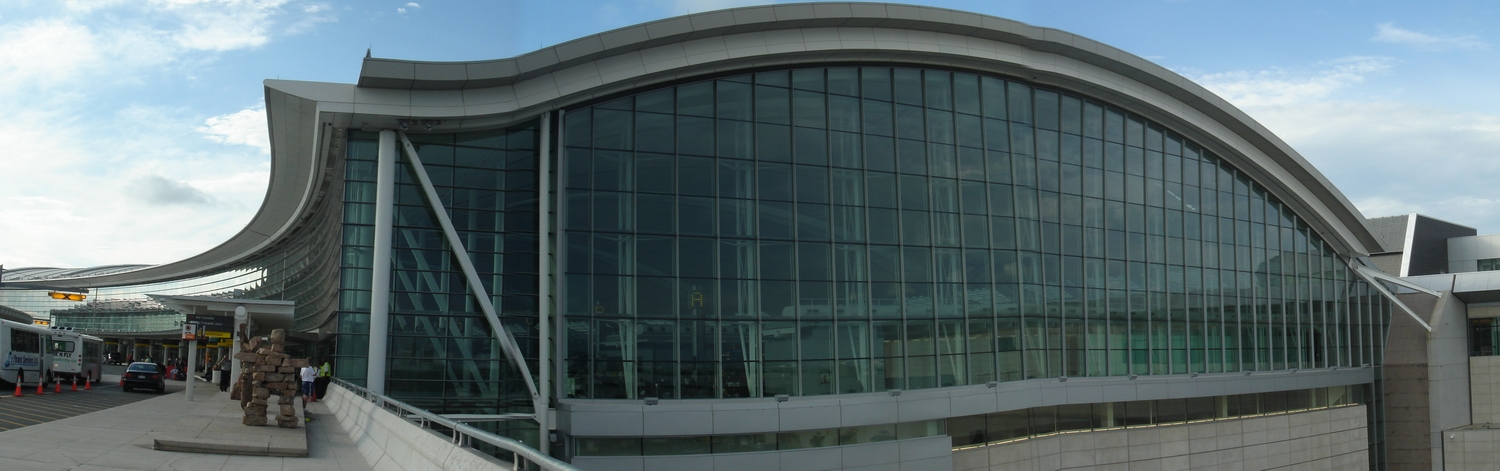
Международный аэропорт Пирсон, расположенный в Миссиссоге

Транспортная сеть региона — одна из самых обширных как в Онтарио, так и в Канаде: семь автомагистралей 400 серии проходят по району Пил или граничат с ним . Среди них самые загруженные и современные автодороги провинции, построенные после 1970-х годов и сыгравшие значительную роль в развитии региона. Один из знаков на въезде в Брамптон гласит «Все дороги ведут в Брамптон» и показывает шесть номеров автомагистралей (401, 403, 407, 409, 410, 427).
Международный аэропорт Пирсон, который находится в Миссиссоге, на границе с Торонто, обслуживает более 32 миллионов пассажиров в год и является по этому показателю 34-м аэропортом в мире
и 17 в Северной Америке
.

## Достопримечательности
В районе Пил находится два объекта, входящих в список наследия провинции Онтарио: это суд и тюрьма графства Пил, построенные в 1866—1867 годах, в которых сейчас находятся музей и архив графства, а также дом капитана Джеймса Харриса (в котором сейчас находится музей Миссиссоги), построенный в 1850-х годах и носящий название Бенарес в честь священного города Индии.